# プレイアトレ土浦

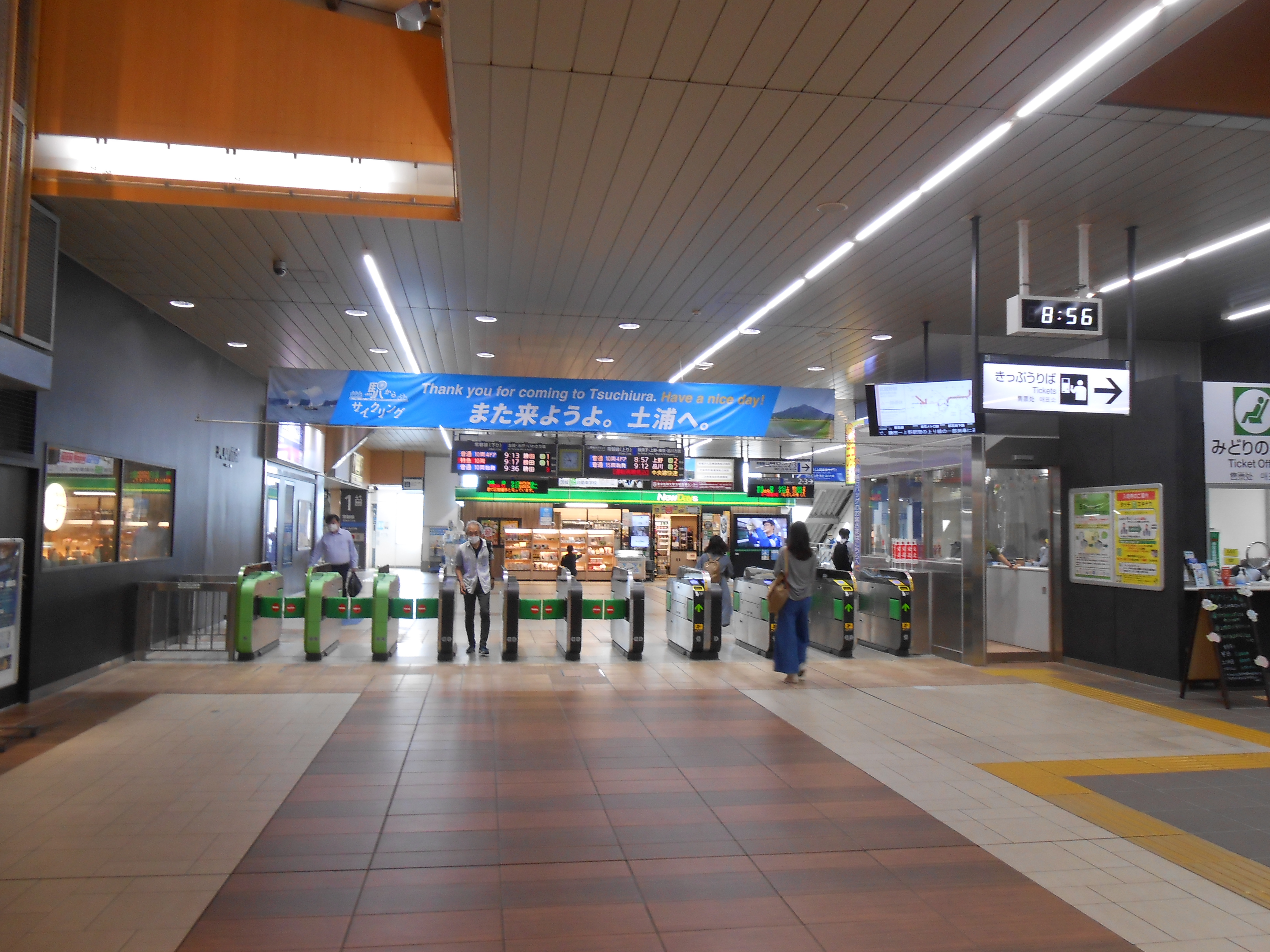
土浦駅の改札口。天井付近の垂れ幕に「駅からサイクリング」と記載されている。

プレイアトレ土浦（プレイアトレつちうら、PLAYatré TSUCHIURA）は、茨城県土浦市有明町1丁目にある大型商業施設である。ナショナルサイクルルートに指定されたつくば霞ヶ浦りんりんロードのゲートウエイ施設として「日本最大級のサイクリングリゾート」を基本コンセプトにしている。

## 概要
東日本旅客鉄道（JR東日本）土浦駅にある駅ビルである。1983年に土浦ステーション開発株式会社が土浦WINGとして開業し、2008年に一度閉業したが、2009年に株式会社イオンモールがペルチ土浦として開業し、2012年には株式会社アトレが運営を継承して合計23店舗のテナントが入居していた。その後、2017年に5年間の契約満了につき11店舗が閉店した。ペルチ土浦開業当初は約60店舗あったテナントも23店舗まで減少した。
構造は地上6階建て（6階は駅ビル事務所のみ）。2階（フードコート）には駅ビル初のLCD発車標が設置されている。ペルチ（perch）は土浦市の自然から止まり木という意味を持つ「perch」（英・パーチ）と「perche」（仏・ペルシェ）から名付けられた。
2018年には、サイクリスト（観光客、ビギナー、上級者）、地域住民をターゲットとした駅ビル初となるサイクリング拠点「りんりんスクエア土浦」（茨城県が設置し、アトレが指定管理者として管理運営を行う）やサイクリストサポートショップ（コンビニ、ドラッグストア、リラクゼーション）、利用客用駐輪場が先行オープンし、駅ビルの名称も「PLAYatré」に変更された。2020年3月19日、星野リゾートが運営するホテル「BEB5土浦」の開設をもって全館グランドオープンとなった。館内には自転車の持ち込みが可能である。

## 主なテナント
フロアガイドを参照。

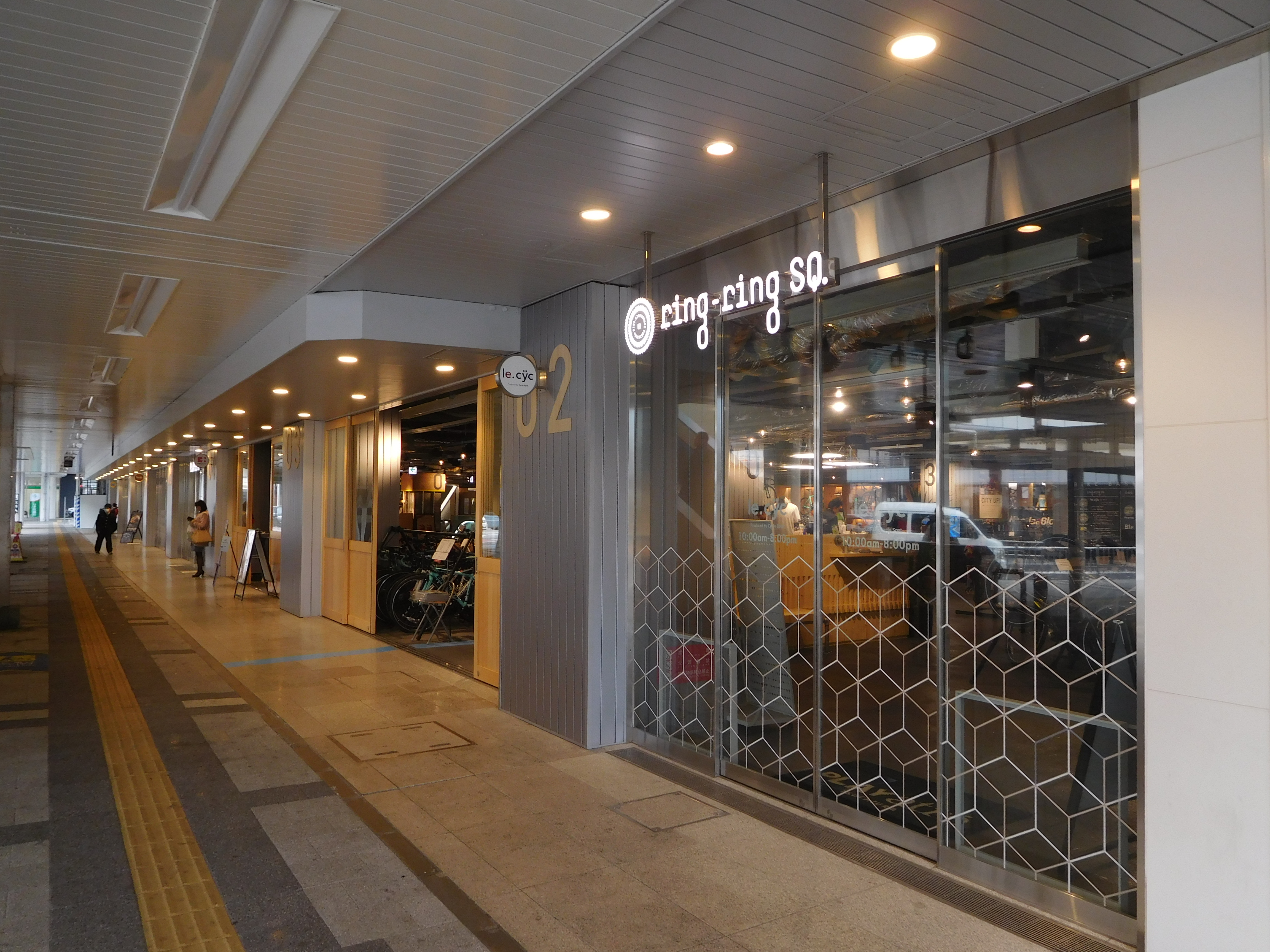
ル・サイク土浦店（1階）

## 駅ビル完成から現在まで
- 1983年4月2日 - 土浦WING開業。
- 1990年3月 - 全館改装。
- 1997年2月 - 地改装。

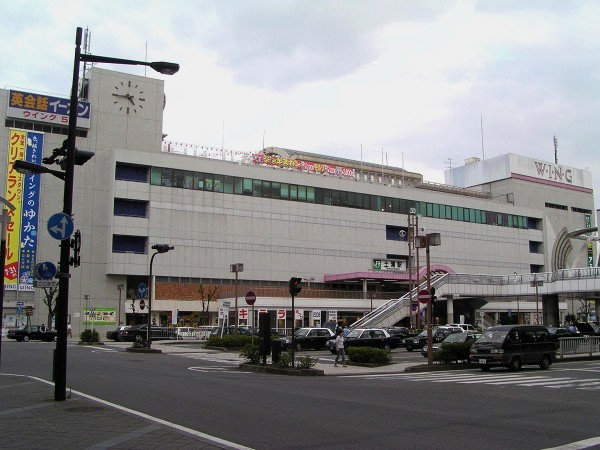
土浦WING時代（2006年）

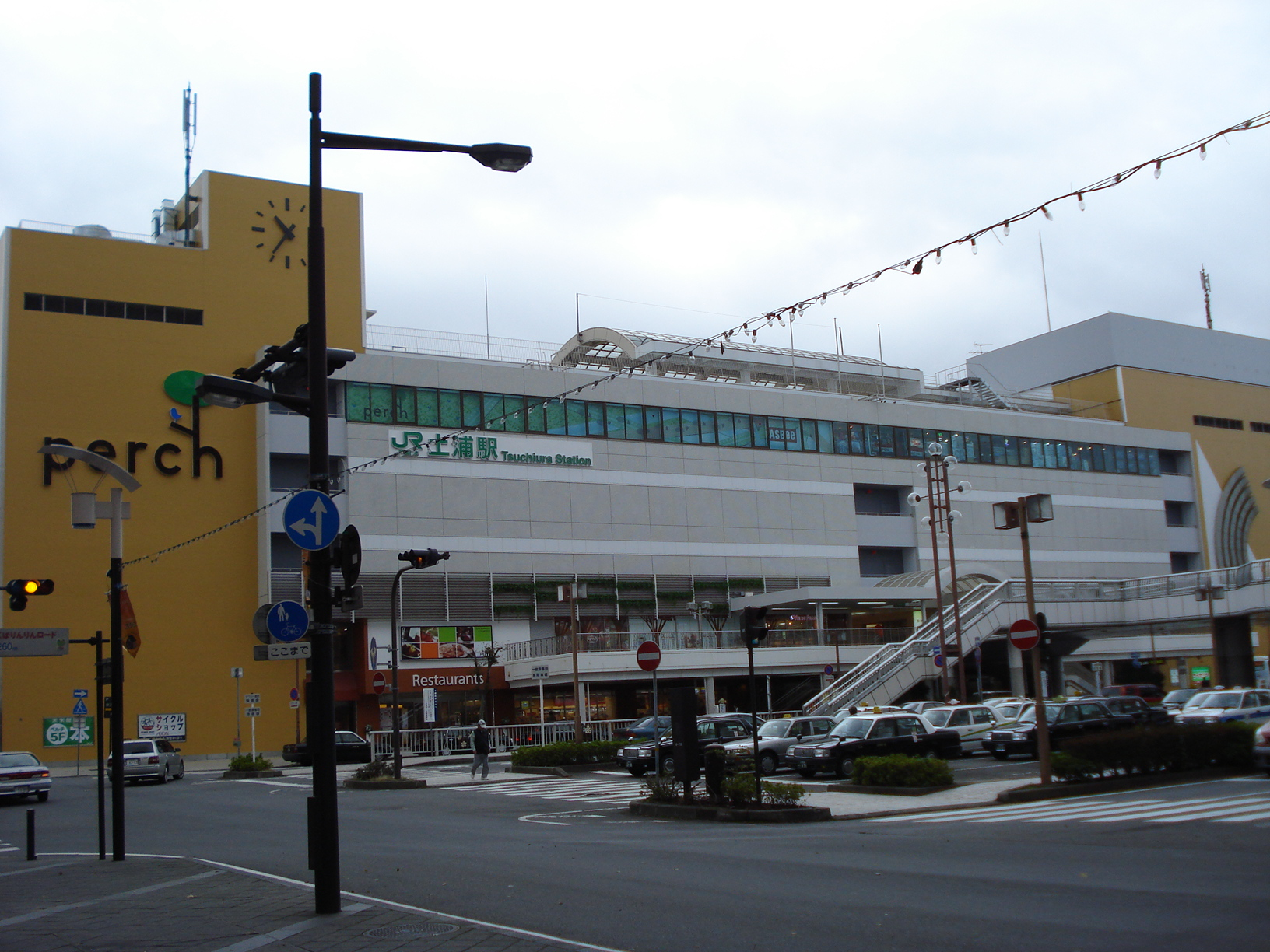
ペルチ土浦時代（2009年）

- 2003年4月 - 駅ビルの運営会社である土浦ステーション開発株式会社が、水戸ステーション開発株式会社と合併。
- 2004年11月 - 地階と2階改装。
- 2008年
  - 7月13日 - 土浦WING閉業[1]。
  - 9月 - 駅ビル全館改装着手。
- 2009年7月24日 - イオンモール株式会社が東日本旅客鉄道株式会社から商業施設としての運営業務全般を受託し、「ペルチ土浦」として開業[2]。
- 2011年12月9日 - リフレッシュオープン[7]。
- 2012年 - イオンモール株式会社による運営が終了、株式会社アトレの運営となる。
- 2017年
  - 1月 - ペルチ土浦内のテナント11店舗が相次いで閉鎖。営業区画は売り場面積の半分以下となる。
  - 12月31日 - ペルチシールポイントカード運用終了。
- 2018年
  - 3月29日 - 地階、1階にサイクリング拠点等が開業[8]。
- 2019年
  - 4月26日 - 2階、3階に地産地消のレストラン、カフェゾーン等が開業[9]。
  - 5月31日 - 2階に地産品ショップゾーン等が開業[9]。
- 2020年3月19日 - 3階、4階、5階にサイクリングホテル「星野リゾート BEB5 土浦」が開業し、グランドオープン[6]